# Comuna Mala Liubașa, Kostopil
Mala Liubașa (în ucraineană Мала Любаша) este o comună în raionul Kostopil, regiunea Rivne, Ucraina, formată din satele Borșcivka, Lisopil și Mala Liubașa (reședința).

## Demografie
Componența lingvistică a comunei Mala Liubașa
     Ucraineană (99,46%)
     Alte limbi (0,55%)
Conform recensământului din 2001, majoritatea populației comunei Mala Liubașa era vorbitoare de ucraineană (99,46%), existând în minoritate și vorbitori de alte limbi.